# Boston Online Film Critics Association Awards 2017
6. ročník předávání cen asociace Boston Online Film Critics Association se konal dne 9. prosince 2017.

## Nejlepších deset filmů
1. Uteč
2. The Florida Project
3. Dej mi své jméno
4. Lady Bird
5. Nit z přízraků
6. Dunkerk
7. Tvář vody
8. Tři billboardy kousek za Ebbingem
9. Přízrak
10. Dobrý časy

## Vítězové
- Nejlepší režisér: Paul Thomas Anderson – Nit z přízraků
- Nejlepší scénář: Jordan Peele – Uteč
- Nejlepší herec v hlavní roli: Timothée Chalamet – Dej mi své jméno
- Nejlepší herečka v hlavní roli: Frances McDormandová – Tři billboardy kousek za Ebbingem
- Nejlepší herec ve vedlejší roli: Willem Dafoe – The Florida Project
- Nejlepší herečka ve vedlejší roli: Laurie Metcalf – Lady Bird
- Nejlepší obsazení: Uteč
- Nejlepší dokument: Visages, villages
- Nejlepší cizojazyčný film: First They Killed My Father
- Nejlepší animovaný film: Coco
- Nejlepší kamera: Roger Deakins – Blade Runner 2049
- Nejlepší střih: Lee Smith – Dunkerk
- Nejlepší skladatel: Alexandre Desplat – Tvář vody a Jonny Greenwood – Nit z přízraků (remíza)